# Krzywa (Neder-Silezië)
Krzywa (Duits: Kreibau) is een dorp in de Poolse woiwodschap Neder-Silezië. De plaats maakt deel uit van de gemeente Chojnów en telt 560 inwoners.